# Ichneumon megapodius
Ichneumon megapodius là một loài tò vò trong họ Ichneumonidae.